# Созополь (община)
Созополь (болг. Община Созопол) — община у Болгарії. Входить до складу Бургаської області. Населення становить 12 610 осіб (станом на 1 лютого 2011 р.). Адміністративний центр громади — однойменне місто.
| Назва         | Станом на 2011 р. | Площакм2 | Стара назва        | Назва       | Станом на 2011 р. | Площакм2 | Стара назва   |
| ------------- | ----------------- | -------- | ------------------ | ----------- | ----------------- | -------- | ------------- |
| Атія          | 856               | -        |                    | Присад      | 114               | 17,180   | Ахлатлії      |
| Виршило       | 112               | 46,493   | Кирхарман, Харман  | Равадиново  | 644               | 27,250   |               |
| Габир         | 275               | 45,407   | Джемерен, Чемерен  | Равна Гора  | 662               | 28,430   |               |
| Зидарово      | 1122              | 60,290   | Дюргерлії, Дюлгері | Росен       | 1424              | 38,386   | Мехмеч Кьой   |
| Індже-Войвода | 185               | 91,301   | Урум Кьой          | Созополь    | 4317              | 41,829   |               |
| Крушевець     | 840               | 52,940   | Кайряк Кьой        | Черноморець | 2059              | 30,561   | Святий Микола |
|               |                   |          |                    | Разом       | 12610             | 480,067  |               |